# HD 189178
HD 189178，又名BD+39 3968，SAO 49011、HR 7628，是一颗恒星，视星等为5.45，位于銀經75.65，銀緯5.93，其B1900.0坐标为赤經19h 53m 45.4s，赤緯+40° 5.93′ 56″。